# Vlag van Herne
De vlag van Herne werd door de gemeenteraad op 21 juni 1988 officieel vastgesteld als de gemeentelijke vlag van de Vlaams-Brabantse gemeente Herne. Op 13 december 1988 werd hij door het Bestuur van Vlaanderen bevestigd en uiteindelijk gepubliceerd op 8 november 1989 in het officiële Belgisch Staatsblad.
Officieel wordt de vlag beschreven als:
Gedeeld 1. gegeerd van tien stukken van wit en van zwart, met op de zwarte geren drie gele herkruiste kruisjes met spitse voet 2. rood met een man gezeten op een steenblok, de benen gekruist, de rechterarm voor zich uitgestrekt en houdend in de linkerhand een roede, vergezeld boven links van een maan en rechts van een flikkerende ster met zeven stralen, het geheel van geel.
Het linkerdeel van de vlag is gelijk aan het huidige gemeentewapen, met uitzondering van het centrale wapenschild (dat is het voormalige wapen van Sint-Pieters-Kapelle, niet verrassend vergelijkbaar met het gegeerde wapen van de heren van Edingen), waarvan de wapenvlag (dat is het voormalige zegel van Herne) vormt het rechterdeel van de vlag.
In 2025 is Herne samen met Gooik en Galmaarden opgegaan in de gemeente Pajottegem. De vlag is daardoor als gemeentevlag komen te vervallen.

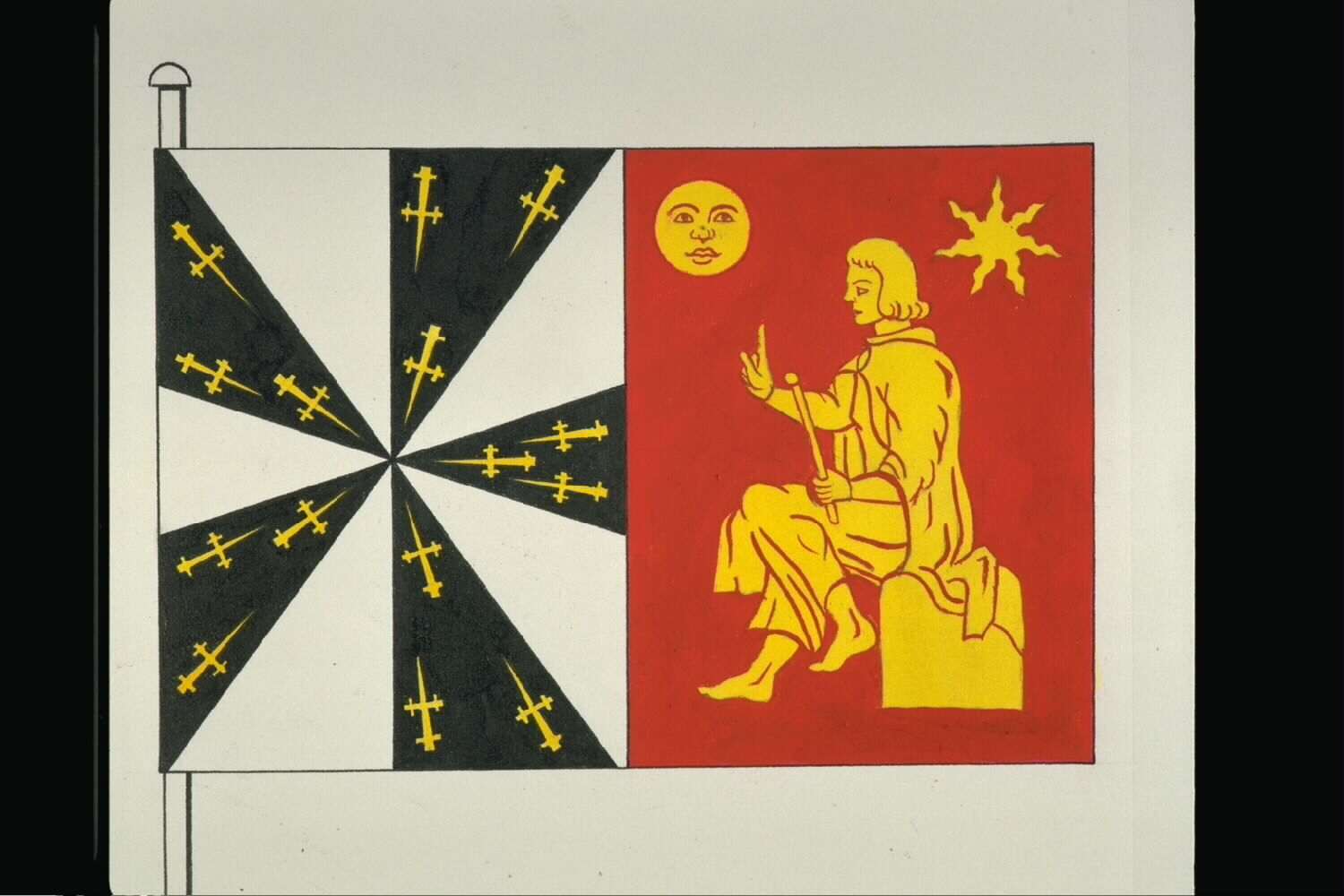
Officiële tekening van de vlag
Wapen van Sint-Pieters-Kapelle
Vlag van Edingen